# 共产党人的性生活更好吗？
《共产党人的性生活更好吗？》（英語：Do Communists Have Better Sex?），德文名为《东部的爱不同吗？——分裂德国的性生活》（德語：Liebte der Osten anders? – Sex im geteilten Deutschland），是2006年由安德烈·迈耶执导的德国纪录片。它比较了德国分裂为西德和东德时德国人在西德和东德表现出的性倾向。学者、访谈和录像显示的假说是，在东德，性生活更加自由，女性享有更多性快感。电影探讨了可能的原因，考虑了资本主义政权和自封共产主义的政权的意识形态和实践政治之间的差异。
纪录片由Ma.ja.de与不同国家的电视和广播电台联合制作。于2006年在德國公共廣播聯盟上首次播出，并在2007年山形國際紀錄片影展上展出，于2007年和2008年在美国和日本以DVD发行。纪录片因其对东德的积极形象、幽默和丰富信息而广受赞誉，因其动画用法、未提供深入分析以及缺乏非异性恋关系分析而受到批评。

## 内容
纪录片描绘并比较了1949年分裂至1989年柏林墙倒塌期间西德人和东德人的性生活。该比较使用了1989年以来在性行为、开始年龄、伴侣人数和性高潮，以及对堕胎、约会、离婚、婚姻、避孕药、色情和性教育的看法等方面收集的统计数据。提出的主要理论是，东部的性行为比西部“更早，更好，并且更频繁”，妇女在共产主义国家中享有更多的快乐，後來在2018年，賓夕凡尼亞大學主攻女性民族誌研究的美國教授克里斯滕·古德西論證了东德妇女的性高潮频次確實是西德妇女的两倍。
纪录片提出的原因是意识形态和实际政治引起的对性的不同态度。西德被描述为受到传统性别角色的更大影响（即妇女作为对丈夫负有一定责任的家庭主妇），家庭观念，教会主导的道德观念，禁止公开讨论或与儿童讨论性行为，对性的商业化（尤其是通过色情内容），以及将性作为一种声望形式的观念。东德由于对女性角色的期望较少，公共性教育， 90％的人口采取的天然主義（FKK），和妇女的独立性，因此在性上更加自由。这种独立性归因于他们的高就业率和公共儿童保育系统，以及由此带来的经济上更高的性別平等水平，但也归因于程序上离婚更容易，并更容易获得避孕和流产。
纪录片使用了当时的摄影内容，以及制片人对德国历史、文化和性学领域专家的采访，被采访者包括达格玛·赫尔佐格（Dagmar Herzog）和吉塞拉·史陶佩（Gisela Staupe）等历史学家，性研究者库尔特·斯塔克（Kurt Starke）和文化研究者迪特里希·米尔伯格（Dietrich Mühlberg）。录像片段包括性教育电影和电视节目的新闻短片，日常场景，工厂工人的日常活动，人们去脱衣舞俱乐部，以及DIY色情和軟調色情内容。访谈和录像与方头卡通序列交织在一起。

## 制作
纪录片由有艺术编辑背景的东德艺术史学家安德烈·迈耶撰写和导演。由电影公司Ma.ja.de与来自不同国家的电视和广播电台联合制作：中德广播公司（德国）、德法公共电视台（法国）、瑞士法语广播电视（瑞士）和特別廣播協會（澳大利亚）。
制片人是海诺·德克特（Heino Deckert）、艾琳·查兰德（Irène Challand）和加斯帕德·拉穆尼耶（Gaspard Lamunière）。音乐由马里奥·克劳斯（Mario Krauß）创作，安德烈·伯姆（André Böhm）摄影，托马斯·克莱因瓦希特（Thomas Kleinwächter）编辑。动画序列由Motionworks提供。

## 发行和反响
纪录片最初于2006年11月27日在德国电视频道德國公共廣播聯盟上播出。作为“重思东西德战后历史”节目的一部分，它在2007年山形國際紀錄片影展上放映。2007年纪录片由布鲁克林发行公司First Run/Icarus Films以DVD和VHS格式在美国发行，为在美国发行，改用了新的英文标题。2008年2月，特別廣播協會在澳大利亚全国广播。2008年6月21日潘多拉（Pandora）在日本发行DVD。
像《竊聽風暴》和《再見列寧》这样的电影因对东德日常生活的扭曲而受到批评，而纪录片则因提供了对东德的正面印象而备受关注。它获得了欧洲区域电视协会颁发的2007年CIRCOM视频编辑奖。评审委员会的报告认为它“机智，有趣，同时充满新信息”，并称赞档案素材、动画和访谈的混合的良好节奏和流程。大卫·S·霍尔（David S. Hall）在《人类性行为电子杂志》的访谈中称其为“有趣的和提供有用信息的”，并称其是“对性的历史的宝贵补充”，由于其比较性，特别在后第二次世界大战时期是如此。杰西卡·舒姆伯格（Jessica Schomberg）为《在线教育媒体评论》撰写评论说，“它提供了对西部和共产主义的性行为的经常很幽默、总是提供有用信息的比较”，它对研究性政治和性教育的人很有用。《悉尼先驱晨报》的克莱尔·摩根（Clare Morgan）称其为“频繁地有趣”。克里斯汀·哥德西在她的书籍《红色风俗：20世纪共产主义的遗产》中认为这是对资本主义和共产主义如何影响亲密关系的“精彩反映”。索菲·刘易斯（Sophie Lewis）为《新探究》撰写文章，称其“敏锐而有趣”。
《陌生人》的查尔斯·穆德（Charles Mudede）喜欢它，他说“唯一不好的是”动画的運用。H-Net上的Benita Blessing和阿尼科·什切奇（Anikó Szûcs）都为《女人与表演》撰文，批评了动画片段；前者评论说，它们没有提供任何戏剧功能，仅仅是重复了采访者的评论，后者说，它本可用于提供“性存在和性的私人话题和公共话题的深入分析”，却提供了“惯常的刻板印象，这些刻板印象常常使人为难。”什切奇对此表示批评，说“它没有完成其全部承诺”，表现出宣传和操纵，没有关于同性恋关系的讨论。Blessing和特別廣播協會的吉姆·坡（Jim Poe）也强调了它对异性恋和一夫一妻制关系的关注。Blessing认为这是对该主题的讨论的“一个受欢迎的补充”，并说它“属于任何大学图书馆”，但她指出，它过于关注女性，并没有探讨男性与性的关系，而且她批评在没有语境的情况下使用图像来澄清它们是东部的还是西部的，没有日期和来源：“没有解释，它们充其量是进入两个社会的略显幽默的窗口，而在最坏的情况下，它们是最糟糕的廉价镜头”。《莱昂纳多评论》的迈克尔·R·莫舍（Michael R. Mosher）批评它“断然地、太快地”结束，而没有最后的概要来阐明其意图。

## 扩展阅读
- Ghodsee, Kristen R. . Bold Type Books. 2018. ISBN 978-1568588902.（为何社会主义国家的女性更性福）

## 参看
- Helga – Vom Werden des menschlichen Lebens（英语：Helga – Vom Werden des menschlichen Lebens） 一部西德性教育片
- 东德情结 怀念东德生活

### 引用
1. 1 2 3 4  McLellan 2011，第87頁.
2. 1 2 3 4 5 6  Hall 2007.
3. 1 2  Ghodsee 2017，第116頁.
4. 1 2  Morgan 2006.
5. 1 2 3 4 5 6 7 8  Schomberg 2007.
6. 1 2 3 4 5  Ghodsee 2017，第117頁.
7. ↑  Leonard 2020，第242頁.
8. 1 2  Haugerud 2018，第11頁.
9. 1 2 3  Jakobs 2006.
10. 1 2 3  Leonard 2020，第243頁.
11. 1 2 3 4  Poe 2019.
12. ↑  Szûcs 2008.
13. 1 2 3 4 5  Mosher 2008.
14. 1 2 3  Szûcs 2008，第185頁.
15. 1 2 3 4 5 6  Blessing 2009.
16. 1 2  Lewis 2019.
17. ↑  Excite 2008.
18. ↑  Deckert Distribution 2006.
19. 1 2  Stanford University Libraries.
20. ↑  Ma.ja.de 2006.
21. 1 2 3  Yamagata International Documentary Film Festival 2007.
22. ↑  Web Dice 2008.
23. ↑  Der Spiegel 2006.
24. ↑  Hamburger Abendblatt 2006.
25. ↑  First Run/Icarus Films 2007.
26. 1 2  Szûcs 2008，第186頁.
27. ↑  Knox 2008.
28. ↑  Kine Note 2008.
29. 1 2  CIRCOM 2007，第63頁.
30. ↑  CIRCOM 2007，第28頁.
31. ↑  Mudede 2013.
32. ↑  Szûcs 2008，第187頁.